# Károlyháza, Győr-Moson-Sopron
Károlyháza  este un sat în districtul Mosonmagyaróvár, județul Győr-Moson-Sopron, Ungaria, având o populație de 538 de locuitori (2011). 

## Demografie
Componența etnică a satului Károlyháza
     Maghiari (95,6%)
     Romi (2,2%)
     Germani (1,6%)
     Croați (0,6%)
Componența confesională a satului Károlyháza
     Romano-catolici (54,83%)
     Fără religie (10,97%)
     Reformați (3,9%)
     Luterani (1,67%)
     Atei (1,67%)
     Necunoscută (26,21%)
     Greco-catolici (0,74%)
Conform recensământului din 2011, satul Károlyháza avea 538 de locuitori. Din punct de vedere etnic, majoritatea locuitorilor (95,6%) erau maghiari, existând și minorități de romi (2,2%) și germani (1,6%).  Din punct de vedere confesional, majoritatea locuitorilor (54,83%) erau romano-catolici, existând și minorități de persoane fără religie (10,97%), reformați (3,9%), luterani (1,67%) și atei (1,67%). Pentru 26,21% din locuitori nu este cunoscută apartenența confesională.